# 阿姆特曼舍夫錫芬河
51°01′39″N 7°09′19″E / 51.02763495959623°N 7.1551959235116955°E
阿姆特曼舍夫錫芬河（德語：Amtmannscherfer Siefen），是德國的河流，位於該國西部，處於北萊茵-威斯特法倫州，屬於謝夫巴赫河的左支流，河道全長1.1公里，流域面積0.33平方公里。